# 科扎基夫卡 (涅米羅夫區)
49°1′48″N 28°45′7″E / 49.03000°N 28.75194°E
科扎基夫卡（烏克蘭語：Козаківка），是烏克蘭西南部的村莊，隸屬文尼察州的文尼察區。該村面積0.21平方公里，海拔高度305米，人口14，人口密度每平方公里114.29人。